# 2015年黎巴嫩抗議
2015年黎巴嫩抗議，是指2015年7月起，在黎巴嫩所發生的一系列抗議事件。最初抗議的起因是在7月時，當局關閉了垃圾掩埋場之後，垃圾無法有效處理的問題形成危機，並蔓延到全國。
示威者在抗議時高呼「Ash-shab yurid isqat an-nizam」，意即「要求推翻政权的人们」（the people want to bring down the regime），此一口號曾在阿拉伯之春時被廣泛使用。

## 背景
本次抗議的導火線「納梅」（Na'ameh）掩埋場，是黎巴嫩政府於1997年10月23日，委外發包給黎巴嫩的SUKOMI清潔公司的。垃圾場設置在貝魯特以南約20公里處的納梅鎮，1998年1月起正式營運。該處掩埋場由兩個原採石場構成，1號掩埋場原為石灰石採石場，距離海岸線約2.5公里，2號場原為砂石場，距離海岸線約4公里:217。雙方原始簽訂為十年使用期的合約，預估2號場可掩埋的垃圾量為1,788,000公噸，並在使用六年後飽和，至多運用壓縮垃圾的技術延長至十年；且最初環評時認為1號場距離海邊太近，垃圾造成的污水可能會影響生態，建議不使用，但若「應急」使用時，可擴大到約300萬噸:217。
然而事實上，這個當年作為臨時用的垃圾掩埋場，卻從1997年一直被使用至2015年，掩埋量也早已遠超過300萬噸數倍。2014年，忍無可忍的當地居民與環保人士開始發動激烈抗爭。
2015年1月，黎巴嫩環境部決定推遲關閉納梅掩埋場，這導致了當地居民的憤怒；在一片爭議聲中，內閣延長了苏科米與另一家清運公司苏克莱恩的合同，新的計劃是把位於貝魯特東北部，哈穆德堡山的垃圾，也一併轉運到納梅，並將全黎巴嫩分為六個垃圾清運區，每兩區由一家承包商負責。而此由環境部長制定的新計畫，最終也在政府內部的高層軍方人士與安全官員的相互角力與爭執下宣告流標。
同年7月17日，環境部在沒有提出任何解決辦法的情況下，下令關閉了納梅掩埋場，並中止了與清運公司的合約，而納梅鎮的居民也架起路障，阻止垃圾車再進入，於是垃圾危機爆發。

## 关联条目
- 2019－2020年黎巴嫩抗议